# Thomson Majesty
Le Louis Majesty est un paquebot de croisière opérant pour la compagnie chypriote Louis Cruise Lines. 
Commandé à l'origine par la compagnie Birka line, au chantier naval Wärtsilä Marine Turku Shipyard en Finlande, sous le nom de MS Birka Queen, il est terminé par les Kvaerner Masa-Yards pour Majesty Cruise Line, et baptisé MS Royal Majesty. En 1997 il est vendu à la Norwegian Cruise Line et allongé de 33,8 m aux chantiers allemands Lloyd Werft de Bremerhaven. Il appartient à Louis Cruise Lines depuis 2009 sous son nom actuel.
En 2010, deux passagers trouvent la mort quand le navire est frappé par une vague scélérate estimée à 8 m, en mer Méditerranée.

## Accident de juin 1995 sous le nom deRoyal Majesty
Le 10 juin 1995, le paquebot panaméen Royal Majesty s'échoue à environ 10 milles à l'est de Nantucket, alors que les officiers du navire estimaient leur position à plus de 17 milles de distance de là. Le navire faisait route de St George's (Bermudes) vers Boston (Massachusetts). Il n'y eut pas de morts ni de blessés, mais les dégâts s'élevèrent à 7 millions de dollars US.
L'étude de ce naufrage met en évidence un problème peu banal : la compagnie est réputée (Majesty Cruise Line), les officiers sont brevetés et ont de l'expérience, l'équipement du navire est correct…
Les conclusions de l'enquête montrent que cet échouement est la conséquence de la confiance excessive accordée par les officiers de quart à « un seul système de navigation », le système de positionnement par satellites.

### Chronique
Le navire devait arriver à Boston le 11 juin à 5 h 30 (ETA ou Estimated Time of Arrival, en français HPA ou Heure Probable d' Arrivée). Le voyage n'était pas très long, la distance totale étant de 677 milles, soit 41 heures pour ce navire.
Le 9 juin, l'officier de navigation prend son quart à peu près une heure avant l'heure prévue pour l'appareillage (12 h).
Il effectue des tests sur les équipements de navigation qui sont positifs (compas, répétiteurs, radars, NACOS 25, GPS, LORAN-C). Il fait de même sur le système de communication.
Après avoir débarqué le pilote à 12 h 30, une comparaison de positions est effectuée entre le GPS et le LORAN-C, elle est considérée comme correcte.
Une fois les données du voyage (plan de route) entrées dans le système NACOS 25, ce dernier, en position « navigation » corrige automatiquement le cap pour conserver le navire sur la route prévue, le GPS étant annoncé capable de fournir au système NACOS 25 une position à 100 m près. Tout semble correct.
Durant le voyage les officiers portent des positions sur les cartes chaque heure, ces positions proviennent toutes du GPS, le LORAN-C étant un système de « deuxième ordre », utilisé en cas de panne du GPS.
Le second  capitaine confirme que le 10 entre 17 heures et 18 heures il a comparé les positions GPS et LORAN-C et elles étaient alors correctes (à 1 mille près).
À 16 h 45, le commandant appelle la passerelle et demande à quelle heure il est prévu de passer la bouée BA qui marque l'entrée sud du dispositif de séparation du trafic de Boston, ce à quoi le second répond : « Dans approximativement 2 heures 30  », le commandant confirme avoir demandé au second de l'appeler au passage de la bouée BA.
À 17 h 30, le commandant est sur la passerelle, il jette un coup d'œil sur les cartes et l'écran radar, et redemande au second s'il a reconnu la bouée BA ; réponse négative du second. Le commandant quitte alors la passerelle.
Vers 18 h 45, le second observe un écho radar sur bâbord avant, à une distance de 7 milles approximativement, et en déduit qu'il s'agit de la bouée BA, parce que cela coïncide avec les prévisions, et les positions données par le GPS.
Vers 19 h 20, le commandant rappelle la passerelle, et réitère sa question, le second confirme alors avoir reconnu la bouée BA ; il confirme, mais ne mentionne pas qu'il ne l'a observée qu'au radar et non de visu.
Le lieutenant monte en passerelle à 19 h 55 et effectue la passation de quart avec le second capitaine.
Vers 20 h 30, le veilleur signale au lieutenant un feu jaune sur bâbord ; le lieutenant n'en tient pas compte, il pense se trouver entre la bouée BA et la bouée BB.
Juste après avoir observé le feu jaune, les veilleurs (de tribord et de bâbord) signalent au lieutenant un certain nombre de feux rouges sur bâbord. Le lieutenant ne prend aucune mesure.
Quelques minutes plus tard le commandant est en passerelle, s'entretient avec le lieutenant, jette un coup d'œil sur les cartes et à l'écran radar, puis quitte la passerelle ; personne ne l'a averti des observations visuelles des veilleurs.
Le commandant confirme avoir téléphoné à la passerelle vers 21 h 45, et avoir demandé au lieutenant s'il avait reconnu la bouée BB, le lieutenant confirme ! Mais lors de l'enquête, il admet ne pas l'avoir visuellement aperçue, il l'a confirmé au commandant parce que le GPS donnait les positions prévues et s'il ne l'observait pas au radar, c'était sans doute dû, avait-il pensé alors, à un problème de réflecteur radar sur la bouée.
Le veilleur de bâbord signale au lieutenant un changement dans la couleur des eaux sur l'avant ; aucune mesure prise.
Vers 22 h 20 le navire talonne (touche le fond), évite (change de cap) soudain sur la gauche, puis sur sa droite, enfin prend momentanément de la gîte sur bâbord. Le lieutenant, très surpris par ce comportement, passe immédiatement de pilote automatique à la barre manuelle. Le commandant, qui travaillait à son bureau, ressentant les mouvements du navire, se rend immédiatement en passerelle ; il voit alors le lieutenant faire la barre manuellement et ordonne à un veilleur de relever le lieutenant à la barre. 
Le commandant met en marche le radar tribord, sur l'échelle de 12 milles, et observe Nantucket à moins de 10 milles. Il contrôle alors le point sur la carte, et ordonne au barreur « la barre à droite toute ». Avant d'avoir pu manœuvrer, le navire s'échoue à 22 h 25.
Le commandant compare alors les positions du GPS et du LORAN-C et réalise pour la première fois que le GPS donne une erreur sur la position de 15 milles.

### Conclusions
Les recommandations du service de sécurité des transports ont été notamment les suivantes :

« Revoir les pratiques de veille sur les navires, et les réviser, si nécessaire, de manière que tous les officiers de quart appliquent des pratiques et des procédures correctes, incluant : l'observation des amers, l'utilisation du sondeur, utilisation de plusieurs sources pour déterminer la position, qu'ils avertissent le commandant en cas d'absence d'observation d'un amer important. »

## Sources
- (fr) détails du Norwegian Majesty
- [PDF](en) Rapport d'accident 1997